# Мотопехотная дивизия ФРГ
Мотопехотная дивизия (нем. Panzergrenadierdivision) — тактическое соединение сухопутных войск ФРГ. 
Сокращённое наименование в русском языке: мпд, например 11 мпд.

## История
В вооружённых силах ФРГ, с 1959 года, началось формирование мотопехотных дивизий. Развёрнутые до 1959 года мотопехотные дивизии первоначально оснащались транспортными автомобилями, то есть личный состав транспортировался на небронированных грузовиках. В послевоенное время в ВС ФРГ имелось шесть мотопехотных дивизий (нем. Panzergrenadierdivision): 2-я, 4-я, 6-я, 11-я, 13-я, 14-я. 
На 1979 год, в ВС ФРГ имелись 1-я, 6-я, 7-я и 11-я мотопехотные дивизии, и помимо них были: 2-я и 4-я — лёгкие пехотные дивизии (Jägerdivision), 3-я, 5-я, 10-я и 12-я являлись танковыми (Panzerdivision), 1-я горнопехотная дивизия (1. Gebirgsdivision) и 1-я воздушно-десантная дивизия (1. Luftlandedivision).
После 1994 года началось расформирование мотопехотных дивизий и в 2013 исчезла последняя из них.

## Состав
| Состав вооружения и военной техники (ВВТ) мотопехотной дивизии ФРГ | Состав вооружения и военной техники (ВВТ) мотопехотной дивизии ФРГ |
| ------------------------------------------------------------------ | ------------------------------------------------------------------ |
| личный состав                                                      | 21410 человек                                                      |
| Танки Леопард 1 (Leopard 1)                                        | 142 единицы                                                        |
| Танки Леопард 2 (Leopard 2)                                        | 110 единиц                                                         |
| БМП Мардер (Marder)                                                | 190 единиц                                                         |
| БТР M113                                                           | 193 единицы                                                        |
| БТР Фукс (Fuchs)                                                   | 16 единиц                                                          |
| БРМ Лухс (Luchs)                                                   | 34 единицы                                                         |
| 203-мм САУ М110                                                    | 6 единиц                                                           |
| 155-мм САУ M109Г (M109G)                                           | 54 единицы                                                         |
| 155-мм гаубицы ФХ70 (FH70)                                         | 18 единиц                                                          |
| 120-мм самоходные миномёты                                         | 42 единицы                                                         |
| 110-мм РСЗО Ларс-2 (LARS-2)                                        | 16 единиц                                                          |
| ПТРК Милан (Milan)                                                 | 153 единицы                                                        |
| СПТРК Ягуар-1 с ПТУР Хот (Jaguar 1 [HOT])                          | 24 единицы                                                         |
| СПТРК Ягуар-2 с ПТУР Тоу (Jaguar 2 [TOW])                          | 12 единиц                                                          |
| ЗСУ Гепард (Gepard)                                                | 36 единиц                                                          |
| 20-мм зенитные пушки                                               | 50 единиц                                                          |
| гранатомёты Панцерфауст-44 (Panzerfaust 44)                        | 1903 единицы                                                       |
| ПЗРК Флигерфауст-1 (Fliegerfaust 1)                                | 36 единиц                                                          |
| Вертолёты БО-105М (Bo 105М)                                        | 10 единиц                                                          |
| Автомобили                                                         | 4860 единиц                                                        |

Мотопехотная дивизия СВ ФРГ, в 1990-е годы, включала в свой состав управление, две мотопехотных бригады и одну танковую бригаду, артиллерийский полк, зенитный артиллерийский полк, и 14 отдельных батальонов (разведывательный, инженерный, связи, ремонтно-восстановительный, снабжения, медико-санитарный, охраны, два пехотных и пять запасных), две отдельные роты (радиоперехвата и радиотехнической разведки и защиты от оружия массового поражения), эскадрильи армейской авиации и взвод фронтовой разведки, штаба дивизии и штабной роты. Личный состав мпд — 18 000 человек в мирное и до 21 000 в военное время. На вооружении имелись 252 основных танка, 144 орудий и миномётов, 16 установок 110-мм РСЗО, 183 ПТРК, 36 зенитных установок, 50 единиц 20-мм зенитных пушек, 200 единиц БМП и БРМ, 210 единиц БТР, 10 вертолётов и 5000 автомобилей.  
Каждая из них, с небольшими изменениями, имела следующий состав:
- управление (штаб и штабная рота [Stab & Stabskompanie])
- танковая бригада (Panzerbrigade) (110 Леопард 2, 46 Mардер, 18 M109, 12 Ягуар 1)
  - управление (Stab & Stabskompanie)
  - смешанный танковый батальон (Panzerbataillon) (28 Леопард 2, 11 Maрдер)
  - мотопехотный батальон (Panzergrenadierbataillon) (35 Maрдер, 6 120-мм САМ)
  - 2 танковых батальона (2 Panzerbataillone) (41 Леопард 2)
  - самоходный артиллерийский дивизион (Panzerartilleriebataillon) (18 M109)
  - управление (Stab & Stabskompanie)
  - противотанковая рота (Panzerjägerkompanie) (12 Ягуар 1)
  - сапёрная рота (Panzerpionierkompanie)
  - ремонтная рота (Instandsetzungskompanie)
  - рота материального обеспечения (Nachschubkompanie)
- 2 мотопехотные бригады (2 Panzergrenadierbrigaden) (54 Леопард 1, 72 Mардер, 20 M113, 18 M109, 12 Ягуар 2)
  - управление (Stab & Stabskompanie)
  - смешанный мотопехотный батальон (Panzergrenadierbataillon) (24 Maрдер, 13 Леопард 1)
  - 2 мотопехотных батальона (2 Panzergrenadierbataillone) (24 Maрдер, 10 M113, 6 120-мм САМ)
  - танковый батальон (Panzerbataillon) (41 Леопард1)
  - самоходный артиллерийский дивизион (Panzerartilleriebataillon) (18 M109)
  - противотанковая рота (Panzerjägerkompanie) (12 Ягуар 1/Ягуар 2)
  - сапёрная рота (Panzerpionierkompanie)
  - ремонтная рота (Instandsetzungskompanie)
  - рота материального обеспечения (Nachschubkompanie)
- артиллерийский полк (Artillerieregiment) (18 ФХ155-1, 6 М110, 16 ЛАРС)
  - управление
  - смешанный гаубичный дивизион (18 ФХ70, 18 M110)
  - реактивно-артиллерийский дивизион (16 ЛАРС)
  - батальон артиллерийской разведки
  - батальон материального обеспечения
- полк противовоздушной обороны (Flugabwehrregiment) (36 Гепард)
- эскадрилья армейской авиации (Heeresfliegerstaffel) (10 Bo 105 ПАХ 1)
- разведывательный батальон (Panzeraufklärungsbataillon) (34 Леопард 1, 10 Лухс, 19 Фукс)
- инженерный батальон (Pionierbataillon)
- батальон связи (Fernmeldebataillon)
- ремонтно-восстановительный батальон (Instandsetzungsbataillon)
- батальон материального обеспечения (Nachschubbataillon)
- учебный батальон (Feldersatzbataillone)
- медицинский батальон (Sanitätsbataillon)
- резервный батальон (Sicherungsbataillon)
- противотанковая рота (Panzerjägerkompanie) (12 самоходных ПТРК Ягуар)
- рота РЭБ (Fernmeldekompanie (EloKa))
- рота РХБ защиты (ABC-AbwehrKompanie)
- взвод анализа развединформации (Frontnachrichtenzug)
- 2 лёгких пехотных батальона[a] (2 Jägerbataillone (Geräteeinheiten))
- 5 полевых запасных батальонов[b] (5 Feldersatzbataillone (Geräteeinheiten))